# Ганнівка (Вознесенський район)
Га́ннівка — село в Україні, у Новомар'ївській сільській громаді Вознесенського району Миколаївської області. Населення становить 479 осіб. Колишній орган місцевого самоврядування — Ганнівська сільська рада.

## Населення
Згідно з переписом УРСР 1989 року чисельність наявного населення села становила 467 осіб, з яких 205 чоловіків та 262 жінки.
За переписом населення України 2001 року в селі мешкало 476 осіб.

### Мова
Розподіл населення за рідною мовою за даними перепису 2001 року:
| Мова       | Відсоток |
| ---------- | -------- |
| українська | 92,07 %  |
| молдовська | 4,38 %   |
| російська  | 3,34 %   |
| вірменська | 0,21 %   |

## Постаті
- Курдов Василь Миколайович (1999—2019) — матрос Збройних сил України, учасник російсько-української війни.